# Moundsville
Moundsville is een plaats (city) in de Amerikaanse staat West Virginia, en valt bestuurlijk gezien onder Marshall County.

## Demografie
Bij de volkstelling in 2000 werd het aantal inwoners vastgesteld op 9998.
In 2006 is het aantal inwoners door het United States Census Bureau geschat op 9455, een daling van 543 (-5.4%).

## Geografie
Volgens het United States Census Bureau beslaat de plaats een oppervlakte van
8,7 km², waarvan 7,6 km² land en 1,1 km² water. Moundsville ligt op ongeveer 396 m boven zeeniveau.

## Plaatsen in de nabije omgeving
De onderstaande figuur toont nabijgelegen plaatsen in een straal van 12 km rond Moundsville.